# Ostercappeln
Ostercappeln est une commune allemande de l'arrondissement d'Osnabrück, land de Basse-Saxe.

## Géographie
Ostercappeln se situe dans le parc naturel TERRA.vita, entre les Wiehengebirge au sud et les marais au nord.
|          | Neuenkirchen-Vörden |           |
| Bramsche | Ostercappeln        | Bohmte    |
| Belm     | Bissendorf          | Bad Essen |

La commune comprend les quartiers d'Ostercappeln (environ 5 000 habitants), Schwagstorf (2 000) et Venne  (3 000).

## Histoire
Le territoire est habité à l'époque préhistorique. Il y a 5 000 ans, de nombreux tumulus sont élevés (les sites sont des étapes de la route de la culture mégalithique).
Une fortification est bâtie durant l'âge du fer. De nouvelles recherches archéologiques précisent une période entre -278 et -268. En revanche, on ignore la raison de sa disparition. Le fort est considéré comme le centre d'une zone de peuplement plus grande, avec des résidences, des commerces et des lieux de culte avec des dispositifs pour des sacrifices.
Entre Bramsche et Ostercappeln se trouve probablement le lieu de la bataille de Teutobourg.
Venne est mentionné pour la première fois en 1074, Schwagstorf en 1090 et Ostercappeln en 1198.
L'église Saint-Lambert est bâtie dans le style néogothique en 1873. Elle est décorée par des sculptures de Walter Mellmann.

## Jumelage
- Bolbec (France).

## Infrastructures
Les Bundesstraßen 51 et 65 passent au sud du territoire, tandis que la Bundesstraße 218 passe au sud.
La ligne d'Osnabrück à Brême passe par Ostercappeln, même si la gare est aujourd'hui fermée.
Le Mittellandkanal traverse son territoire d'est en ouest.

## Personnalités liées à la commune
- Johann Ernst Hanxleden (1681- 1732), jésuite, orientaliste et missionnaire en Inde
- Franz Hermann Glandorff (1687-1763), jésuite, missionnaire au Mexique
- Johannes Heinrich Beckmann (1802-1878), évêque d'Osnabrück
- Marie-Bon-Ézéchiel Barolet de Puligny (1803-1877), général et administrateur colonial français.
- Ludwig Windthorst (1812-1891), homme politique
- Helene von Bothmer (1908-1996), conservatrice de musée et modèle
- Rudolf Englert (1921-1989), peintre en art informel musical
- Sabine Bulthaup (née en 1962), animatrice et actrice
- Sabine Riewenherm (née en 1962), Présidente de l'office fédéral de protection de la nature
- Michael Hohnstedt (né en 1988), joueur de football
- Timo Beermann (né en 1990), joueur de football
- Malte Beermann (né en 1992), joueur de football
- Bennet Poniewaz (né en 1993), joueur de volley-ball
- David Poniewaz (né en 1993), joueur de volley-ball